# Murat Rais
Ne doit pas être confondu avec Mourad Rais ou Murad Reis.
Pour les articles homonymes, voir Rais.
Mourad Raïs, Murat Rais (ou Mouard, capitaine Mourad), corsaire d'Alger d'origine albanaise du XVIe siècle, est considéré comme un des corsaires barbaresques les plus importants.

## Carrière
Selon Diego de Haedo, il nait d'une famille albanaise chrétienne, et est enlevé à l'âge de 12 ans par le corsaire Kara Ali, qui lui donne le commandement d'une galère. Au début de sa carrière, il fait cependant naufrage en 1565 alors qu'il avait quitté de son propre chef la flotte attaquant Malte.
Il quitte Alger en 1585 avec quatre galiotes pour lancer une expédition contre les Îles Canaries. Il fait escale à Salé, dont l'activité corsaire en est à ses débuts. Il finit par atteindre Lanzarote en 1586, ce qui est un exploit de navigation avec des galiotes qui se déplacent essentiellement avec des rames. Avec l'aide de deux cent cinquante Turcs mousquetaires, il capture 300 personnes dont la femme et la fille du gouverneur espagnol des Canaries. Le gouvernement espagnol outré dépêche 15 galiotes sous les ordres de Martín Padilla. Mourad Rais se replie vers un port de la côte atlantique nord-africaine, probablement Mamora où il se cache pendant un mois. À la faveur d'une nuit de mauvais temps il déjoue la vigilance du blocus espagnol et regagne la Méditerranée.
Il est nommé amiral d'Alger en 1595, 10 ans après son expédition victorieuse dans les Canaries puis bey de Morée pendant l’été 1607 et enfin à la tête de l’expédition de la flotte ottomane en 1608.
Il fut grièvement blessé lors la bataille de « l’enfer noir » (Qârâ Jahannam), une bataille entre les Ottomans et Malte. Il fut transporté pour des soins à Chypre, il y mourut et fut enterré selon ses désirs à Rhodes où il a son mausolée.

## Postérité

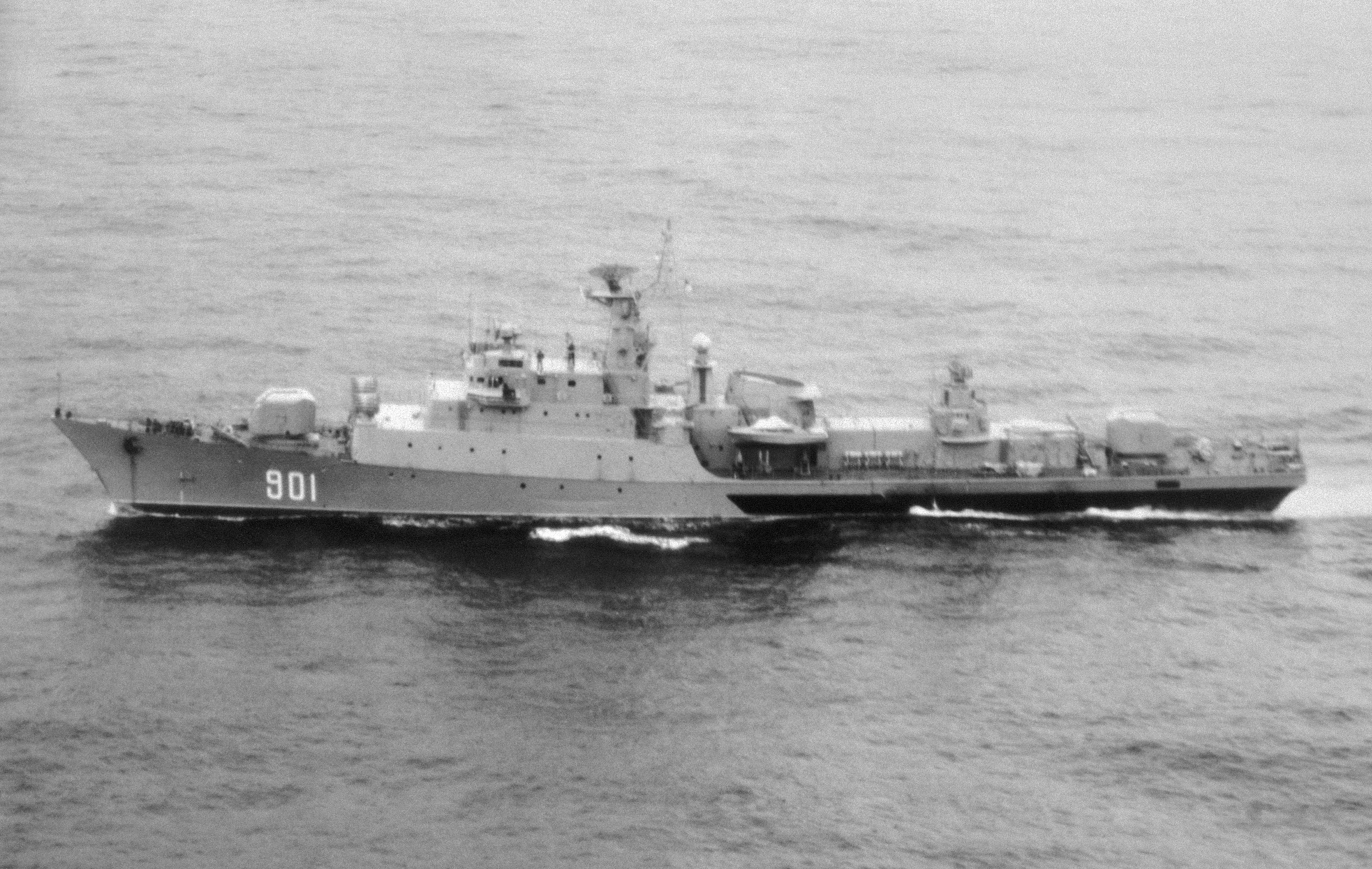
La frégate algérienne Murat Reis en 1986.

Plusieurs sous-marins de la marine turque ont été nommés "Murat Reis" (voir le Classe Oruç Reis). Une des municipalités de la ville d'Alger, autrefois capitale de la régence d'Alger, Bir Mourad Raïs (puits de Murat Reis) s'appellerait ainsi en son honneur.
Sous le nom de Morato Arráez, il est mentionné dans plusieurs œuvres littéraires de l'âge d'or espagnol, par exemple par Miguel de Cervantes et Lope de Vega.